# Elecciones municipales de Piura de 1983
Las elecciones municipales de Piura de 1983 se llevaron a cabo el 13 de noviembre de 1983 para elegir al alcalde y al Concejo Provincial de Piura para el periodo 1984-1986. La elección se celebró simultáneamente con elecciones municipales en todo el país.

## Sistema electoral
La Municipalidad Provincial de Piura es el órgano administrativo y de gobierno de la provincia de Piura. Está compuesta por el alcalde y el Concejo Provincial.
La votación del alcalde y el concejo se realiza en base al sufragio universal, que comprende a todos los ciudadanos nacionales mayores de dieciocho años, empadronados y residentes en la provincia de Piura y en pleno goce de sus derechos políticos, así como a los ciudadanos no nacionales residentes y empadronados en la provincia de Piura.
El Concejo Provincial de Piura está compuesto por 19 regidores elegidos por sufragio directo para un período de tres (3) años, en forma conjunta con la elección del alcalde (quien lo preside) La votación es por lista cerrada y bloqueada. Se asigna a la lista ganadora los escaños según el método d'Hondt o la mitad más uno, lo que más le favorezca. Es elegido como alcalde el candidato que ocupe el primer lugar de la lista que haya obtenido la más alta votación.

## Composición del Concejo Provincial de Piura
La siguiente tabla muestra la composición del Concejo Provincial de Piura antes de las elecciones.
| Partidos | Partidos                 | Regidores |
| -------- | ------------------------ | --------- |
|          | Acción Popular           | 7         |
|          | Izquierda Unida          | 5         |
|          | Partido Aprista Peruano  | 4         |
|          | Lista Independiente N° 5 | 3         |

## Partidos y candidatos
A continuación se muestra una lista de los principales partidos y alianzas electorales que participaron en las elecciones:
| Candidatura | Candidatura | Partidos y alianzas | Candidatos | Candidatos               | Ideología                                               | Resultado previo | Resultado previo | Ref. |
| Candidatura | Candidatura | Partidos y alianzas | Candidatos | Candidatos               | Ideología                                               | Votos (%)        | Reg.             | Ref. |
| ----------- | ----------- | --- | ---------- | ------------------------ | ------------------------------------------------------- | ---------------- | ---------------- | ---- |
|             | AP          | Lista - Acción Popular (AP) |            | Juan Ruesta Angulo       | Humanismo Nacionalismo cívico Reformismo                | 36.72%           | 7                |      |
|             | IU          | Lista - Izquierda Unida (IU) – Unión de Izquierda Revolucionaria (UNIR) – Unidad Democrático Popular (UDP) – Partido Socialista Revolucionario (PSR) – Partido Comunista Revolucionario (PCR) – Partido Comunista Peruano (PCP) – Frente Obrero Campesino Estudiantil y Popular (FOCEP) |            | Robespierre Bayona Amaya | Marxismo-leninismo Mariateguismo Socialismo democrático | 28.14%           | 5                |      |
|             | APRA        | Lista - Partido Aprista Peruano (APRA) |            | Luis Paredes Maceda      | Aprismo                                                 | 20.76%           | 4                |      |
|             | PPC         | Lista - Partido Popular Cristiano (PPC) |            | Frank Mc Lauchlan García | Conservadurismo social Humanismo Democracia cristiana   | Nuevo            | Nuevo            |      |
|             | IND         | Lista - Lista Independiente N° 3 |            | Víctor Castro García     | Localismo piurano                                       | Nuevo            | Nuevo            |      |

## Resultados

### Sumario general
|                        |                                 |              |              |              |           |           |
| Partidos y coaliciones | Partidos y coaliciones          | Voto popular | Voto popular | Voto popular | Regidores | Regidores |
| Partidos y coaliciones | Partidos y coaliciones          | Votos        | %            | ±pp          | Total     | +/−       |
|                        | Partido Aprista Peruano (APRA)  | 34,689       | 41.75        | +20.99       | 11        | +7        |
|                        | Izquierda Unida (IU)            | 25,880       | 31.15        | +3.01        | 4         | –1        |
|                        | Acción Popular (AP)             | 16,297       | 19.61        | –17.11       | 3         | –4        |
|                        | Partido Popular Cristiano (PPC) | 6,025        | 7.25         | Nuevo        | 1         | +1        |
|                        | Lista Independiente N° 3        | 194          | 0.23         | n/a          | 0         | ±0        |
|                        |                                 |              |              |              |           |           |
| Total                  | Total                           | 83,085       |              |              | 19        | ±0        |
|                        |                                 |              |              |              |           |           |
| Votos válidos          | Votos válidos                   | 83,085       | 77.87        | –7.50        |           |           |
| Votos en blanco        | Votos en blanco                 | 10,684       | 10.01        | +4.85        |           |           |
| Votos nulos            | Votos nulos                     | 12,925       | 12.11        | +2.64        |           |           |
| Votos emitidos         | Votos emitidos                  | 106,694      | 75.01        | –3.98        |           |           |
| Abstenciones           | Abstenciones                    | 35,545       | 24.99        | +3.98        |           |           |
| Votantes registrados   | Votantes registrados            | 142,239      |              |              |           |           |
|                        |                                 |              |              |              |           |           |
| Fuente:                |                                 |              |              |              |           |           |

## Elecciones municipales distritales

### Resultados por distrito
La siguiente tabla enumera el control de los distritos de la provincia de Piura. El cambio de mando de una organización política se resalta del color de ese partido.
| Distrito               | Alcalde(sa) titular            | Partido político | Partido político          | Alcalde(sa) electo(a)      | Partido político | Partido político         |
| ---------------------- | ------------------------------ | ---------------- | ------------------------- | -------------------------- | ---------------- | ------------------------ |
| Bellavista de la Unión | Juan Paiva Nunura              |                  | Acción Popular            | Pablo Chunga Nunura        |                  | Izquierda Unida          |
| Bernal                 | Augusto Ayala Pingo            |                  | Lista Independiente N° 17 | Claudio Loro Castro        |                  | Partido Aprista Peruano  |
| Castilla               | Engelberto Zurita Peña         |                  | Acción Popular            | Guillermo Ruiz Mogollón    |                  | Partido Aprista Peruano  |
| Catacaos               | Francisco Castro Vílchez       |                  | Izquierda Unida           | Luis Pizá Espinoza         |                  | Izquierda Unida          |
| Cristo Nos Valga       | Carlos Ayala Gómez             |                  | Lista Independiente N° 15 | Oswaldo Quezada Chunga     |                  | Partido Aprista Peruano  |
| Cura Mori              | Jorge Carrasco Prado           |                  | Izquierda Unida           | Carlos Apéstegui Rubio     |                  | Partido Aprista Peruano  |
| El Tallán              | Juan Macalupú Mendoza          |                  | Acción Popular            | Román Conveño Iván         |                  | Izquierda Unida          |
| La Arena               | José Raymundo Inga             |                  | Izquierda Unida           | José Raymundo Inga         |                  | Izquierda Unida          |
| La Unión               | Raúl Zapata Carrera            |                  | Izquierda Unida           | Julián Ortiz Martínez      |                  | Partido Aprista Peruano  |
| Las Lomas              | Rodrigo Calle Zavala           |                  | Acción Popular            | Justo Gil Soto             |                  | Partido Aprista Peruano  |
| Rinconada-Llícuar      | Gregorio Antón Bancayán        |                  | Lista Independiente N° 23 | Teófilo Vite García        |                  | Lista Independiente N° 3 |
| Sechura                | Enrique Arrunátegui Noblecilla |                  | Partido Aprista Peruano   | Martín Ayala de Dios       |                  | Partido Aprista Peruano  |
| Tambo Grande           | Isidoro Palacios Rojas         |                  | Acción Popular            | César Crisanto Palacios    |                  | Izquierda Unida          |
| Vice                   | Mariano Álvarez Querevalú      |                  | Partido Aprista Peruano   | Gualberto Rodríguez Aldana |                  | Partido Aprista Peruano  |